# Jenny Yuefon Yang
Jenny Yuefon Yang   (Vall de San Fernando, segle XX) és una química estatunidenca. És professora ajudant de química a la Universitat de Califòrnia, Irvine, on dirigeix un grup de recerca centrat en la química inorgànica, la catàlisi i els combustibles solars.
Va néixer a la vall de San Fernando i es va criar a Chatsworth, Los Angeles. És taiwanesa-estatunidenca de segona generació.{ Va completar la llicenciatura en ciències químiques a Berkeley l'any 2001 i un doctorat en química inorgànica a l'Institut de Tecnologia de Massachusetts al 2007.
Va realitzar una estada postdoctoral en el Laboratori Nacional del Pacífic Nord-Oest, on va ser promoguda a científica titular. L'any 2011, va acceptar una plaça al Centre Conjunt per a la Fotosíntesi Artificial a l'Institut de Tecnologia de Califòrnia. L'any 2013, es va unir a la facultat de la Universitat de Califòrnia, Irvine com a professora ajudant de química.
Ha publicat en l'àrea de la química inorgànica i de l'organometàlica, l'electrocatálisi i la ciència dels materials.
Ha estat reconeguda amb molts premis, entre els quals destaca el Premi de Recerca Early Carreer del Departament d'Energia dels Estats Units, la Sloan Research Fellowship en química, el Premi Presidencial a Joves Carreres per a Científics i Enginyers (PEQUÉS) (2017), el Kavli Frontiers of Science Fellow (2017), el Research Corporation Advanced Energy Materials Scialog Fellow (2017) i el Premi CAREER de la Fundació Nacional de Ciències 2016. Yang va ser elegida en la promoció de 2018 per la CIFAR com Azrieli Global Scholar.